# Joseph Levi
Joseph Levi (18. Februar 1865 in Freudental in Württemberg – 1. Juni 1930 in Krefeld) war ein deutscher Rabbiner. Er wirkte in Alzey und in Krefeld.

## Leben
Joseph Levi besuchte das as Königliche Karlsgymnasium in Heilbronn. Er studierte ab 1884 in Breslau am Jüdisch-Theologischen Seminar. Gleichzeitig besuchte er die Vorlesungen der philosophischen Fakultät der Breslauer Universität. Januar 1888 promovierte er an der Universität Tübingen. 1890 und 1891 absolvierte er in München seinen Militärdienst. 1891 wurde er zum großherzoglichen Bezirksrabbiner von Alzey gewählt. 1904 wurde er in Krefeld Oberrabbiner. Dieser Ehrentitel stammte aus der Zeit des Konsistoriums Krefeld. Er war Nachfolger von Dr. Jakob Horowitz. Ende 1927 trat Joseph Levi aus gesundheitlichen Gründen von seinem Amt zurück. Zwei Jahre später verstarb er.
Joseph Levi war mit Clara Berta Stein verheiratet. Das Ehepaar hatte zwei Kinder, Sohn Alfred (* 1897) und Tochter Ella (* 1899).

## Schriften
- Aus der Geschichte der jüdischen Gemeinde Krefelds, in: Die Heimat, Krefeld 1930.
- Aus der Geschichte der Gemeinde Krefeld, Chewra Machnah Jehudah, 1914
- Aus der Geschichte der israelitischen Gemeinde Krefeld
- Aus der Geschichte der jüdischen Gemeinde Krefelds
- Aus der Geschichte der Landjudenschaft Cleve
- Der erste Konsistorialrabbiner Löb Carlburg 1809–1835
- Der zweite Konsistorialrabbiner Dr. Lion Ullmann 1836–1843
- Der Konsistorialrabbiner Dr. Löb Bodenheimer 1845–1868